# Adair Tishler
Adair Rae Tishler (Nashville, Tennessee, em 3 de outubro de 1996) é uma atriz , modelo , dubladora e cantora estadunidense, que já apareceu em programas de televisão como Charmed e House MD e em filmes como Within e An American Girl: Chrissa Stands Strong. Ela talvez seja mais conhecida por interpretar Molly Walker na série da NBC Heroes . Ganhou o Young Artist Award em 2008 n categoria Melhor Performance em Série de TV - Jovem Atriz Coadjuvante, por sua atuação em Heroes.
Tishler tem atuado em produções teatrais como as de Cinderela e Sound of Music. Seu currículo inclui trabalhos de dublagem, bem como apresentações em vídeoclips, tais como os de Martina McBride], God's Will vídeo pertencente a Rhonda Vincent e If Heartaches Had Wings que também contou com pop-star e atriz Miley Cyrus.
Suas outras performances incluem uma participação como Carrie no filme Sex and the City, um knock-off do seriado de TV de mesmo nome. Tishler também apareceu na série da Warner Bros Charmed em sua última temporada. Ela retratou Tara James em An American Girl: Chrissa Stands Strong
Adair costumava cantar vocais de uma banda de rock indie, "Smash It Up", composta por quatro amigos do ensino médio a partir de Burbank, na Califórnia, sendo formada por Cole Clarke (guitarra), Brennan Flynn (guitarra baixo), Mia Viesca (bateria), e Adair Tishler (vocal). A banda lançou um CD auto-intitulado de canções originais em 21 de abril de 2009.
Adair também esteve envolvida com desfiles de moda e foi contratada várias vezes para sessões de fotos. Desde que se mudou de Los Angeles, na Califórnia, um representante seu declarou no final de 2010 para Smash It Up que "Adair vai fazer uma pausa das atuações e do canto para se concentrar na escola e na família".

## Filmografia
| Ano       | Nome                                    | Personagens                    | Notas                                           |
| --------- | --------------------------------------- | ------------------------------ | ----------------------------------------------- |
| 2003      | Six and the City                        | Carrie                         | Curta-metragem                                  |
| 2003      | Paper Doll                              | Young Natasha                  | Curta-metragem                                  |
| 2004      | Ms. Goldman                             | Haley Davis                    | Curta-metragem                                  |
| 2005      | The White Horse Is Dead                 | Young Naya                     |                                                 |
| 2005      | House MD                                | Nikki                          | Episódio: "The Mistake"                         |
| 2006      | E-Ring                                  | Filha de Ivan                  | Episódio: "War Crimes"                          |
| 2006      | Pop Star                                | Shana                          | Curta-metragem                                  |
| 2006      | Charmed                                 | Filha de Phoebe                | Episódio: "The Jung and the Restless"           |
| 2006      | A Dead Calling                          | Mary                           | Video                                           |
| 2006-2008 | Heroes                                  | Molly Walker                   | 16 Episódios                                    |
| 2007      | Ten Inch Hero                           | Julia                          |                                                 |
| 2007      | Ruthless                                | Lex                            | Short film                                      |
| 2007      | Saving Grace                            | Violet                         | Episódio: "Bless Me, Father, for I Have Sinned" |
| 2007      | The Sarah Silverman Program             | Young Laura                    | Episódio: "Doody"                               |
| 2008      | Your Name Here                          | 8 Year Old Laura               |                                                 |
| 2008      | The Cleaner                             | Maggie Mullins                 | Episódio: "Lie with Me"                         |
| 2008      | Farm House                              | Young Scarlet                  |                                                 |
| 2008      | Grey's Anatomy                          | Tori Begler                    | Episódio: "Life During Wartime"                 |
| 2009      | An American Girl: Chrissa Stands Strong | Tara James                     | Video                                           |
| 2009      | Born That Way                           | Young Bridgette                | Video                                           |
| 2009      | Criminal Minds                          | Cate Hale                      | Episódio: "Bloodline"                           |
| 2009      | Within                                  | Hazel Marie                    |                                                 |
| 2009      | Dollhouse                               | Iris Miller / Caroline Farrell | Episódio: "Epitaph One"                         |
| 2010      | Dollhouse                               | Caroline Farrell               | Episódio: "Epitaph Two: Return"                 |
| 2010      | Jack and the Beanstalk                  | Rapunzel                       |                                                 |